# WT1

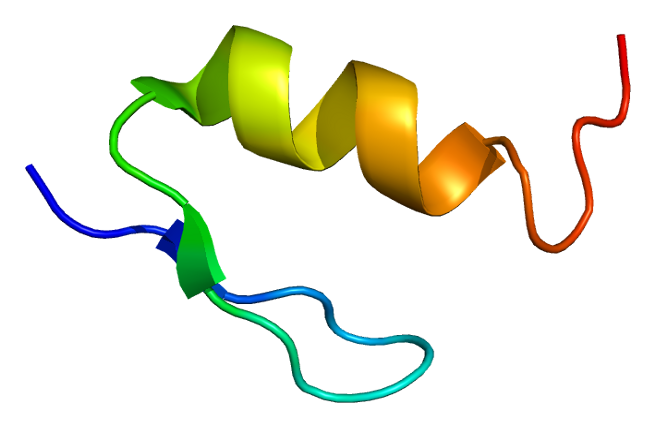

Gen WT1 neboli Wilms Tumor 1 gen je lidský gen, který kóduje stejnojmenný protein. WT1 protein má v buňce funkci jako tumor supresorový transkripční faktor. Jeho fyziologické, ale i patofyziologické uplatnění souvisí hlavně s procesy kolem urogenitálního traktu, ale je významný např. i pro hematologické zhoubné nádory (malignity). 

## WT1 gen
WT1 gen je umístěn u lidí na 11. chromozomu na krátkém raménku v oblasti 11p13. Při expresi tohoto genu vzniká transkripční faktor, který se pomocí své zinc fingerové domény váže na DNA, kde poté reguluje její expresi.  Exprese genu je tkáňově specifická. Je exprimován během embryogeneze, u dospělých je možné ho v malé míře detekovat např. v gonádách, děloze, mesotheliu či v progenitorových buňkách některých tkání jako je hemetopoeticky aktivní kostní dřeň.
WT1 gen najdeme i u myší, kdy při vytvoření myšího modelu s WT1 knock-outem bylo zjištěno, že myši trpí při jeho deficitu obdobnými problémy jako lidé. Byly u nich pozorovány defekty urogenitálního traktu.  Similarit mezi lidskou a myší signální kaskádou se v případě WT1 využívá např. při výzkumech týkajících se možné léčby leukémií, ale i jiných nádorů, u kterých je WT1 over-exprimován.

## Patofyziologie
Wilmsův tumor nebo také nefroblastom je jeden z častých nádorů u dětí. Zajímavostí je, že ač se podle ní gen jmenuje, WT1 mutace byla detekována v pouze 5-10 % případů Wilmsova tumoru. Dalšími geny, které jsou prokázaně zapojené v patologii Wilmsova tumoru, jsou např. geny BRCA2 nebo GPC3. Wilmsův tumor zasahuje ledviny a právě gen WT1 se zde podílí na jejich vývoji. Tumor zde vzniká jako následek nekontrolované proliferace ledvinných progenitorových buněk a jejich následné diferenciaci do jiných typů buněk s nádorovou charakteristikou než by bylo u buněk ledvin běžné.
WT1 je nadměrně exprimován i v případě nádorů krvetvorné tkáně, konkrétně leukémií. U akutní myeloidní leukémie ho najdeme over-exprimovaný ve velké většině případů. Tohoto faktu se využívá v klinické praxi, kdy se gen WT1 standardně používá jako znak ke sledování průběhu nemoci u pacienta. Metodologicky se exprese genu u pacientů měří pomocí kvantitativní PCR. Zvýšená hladina byla při progresi nemoci pozorována i u dalších hematoonkologických onemocnění jako je chronická myeloidní leukémie nebo myelodysplastický syndrom.
Over-exprimovaný gen WT1 najdete také u  některých nádorů plic, prsu, ženských pohlavních orgánů jako je děložní čípek, děloha a vaječníky; u glioblastomu, nádorů štítné žlázy, některých nádorů trávicího traktu (např. jícnu) či určitých druhů sarkomů.